# Moulin du Château
De Moulin du Château (Kasteelmolen) is een windmolenrestant gelegen aan de Rue Robert te Othée.
Deze stenen grondzeiler fungeerde als poldermolen, wat in dit verband betekent dat hij water oppompte dat diende als drinkwater voor een kasteel, waarvan het deel uitmaakte.

## Geschiedenis
De molen werd gebouwd in 1856. Hij heeft een vierkante bakstenen onderbouw met steunberen, die aan een kerktoren doet denken. Daarbovenop bevindt zich een ronde bovenbouw, die wat weg had van een kasteeltoren, voorzien van kantelen. Op de trans bevond zich het wiekenkruis. Boven op de ronde bovenbouw bevond zich een achtkant torentje, afgedekt met uivormige spits. Voor deze bouwstijl werd gekozen omdat de molen daarmee eenzelfde bouwstijl vertoonde als het kasteeltje, waarbij het behoorde.
De molen bevatte een gietijzeren binnenkrui-inrichting, een wiekenkruis dat een zuigerpomp aandreef, en een gietijzeren wenteltrap leidde naar de trans waarop men uitzicht had. Tijdens de Eerste Wereldoorlog maakten zowel het Belgische als het Duitse leger hier gebruik van.
In 1931 werd Othée op het waterleidingnet aangesloten, en de molen werd buiten gebruik gesteld. Deze raakte spoedig in verval en de romp werd door klimop overwoekerd. Toen het domein verkaveld werd, werd ook een deel van het kasteeltje gesloopt, maar de vervallen molenromp bleef bestaan, om in 1977 door een particulier te worden aangekocht.
In 1988 volgde restauratie van de romp, maar het gietijzeren binnenwerk werd verwijderd.